# Riksdagsbiblioteket (Helsingfors)

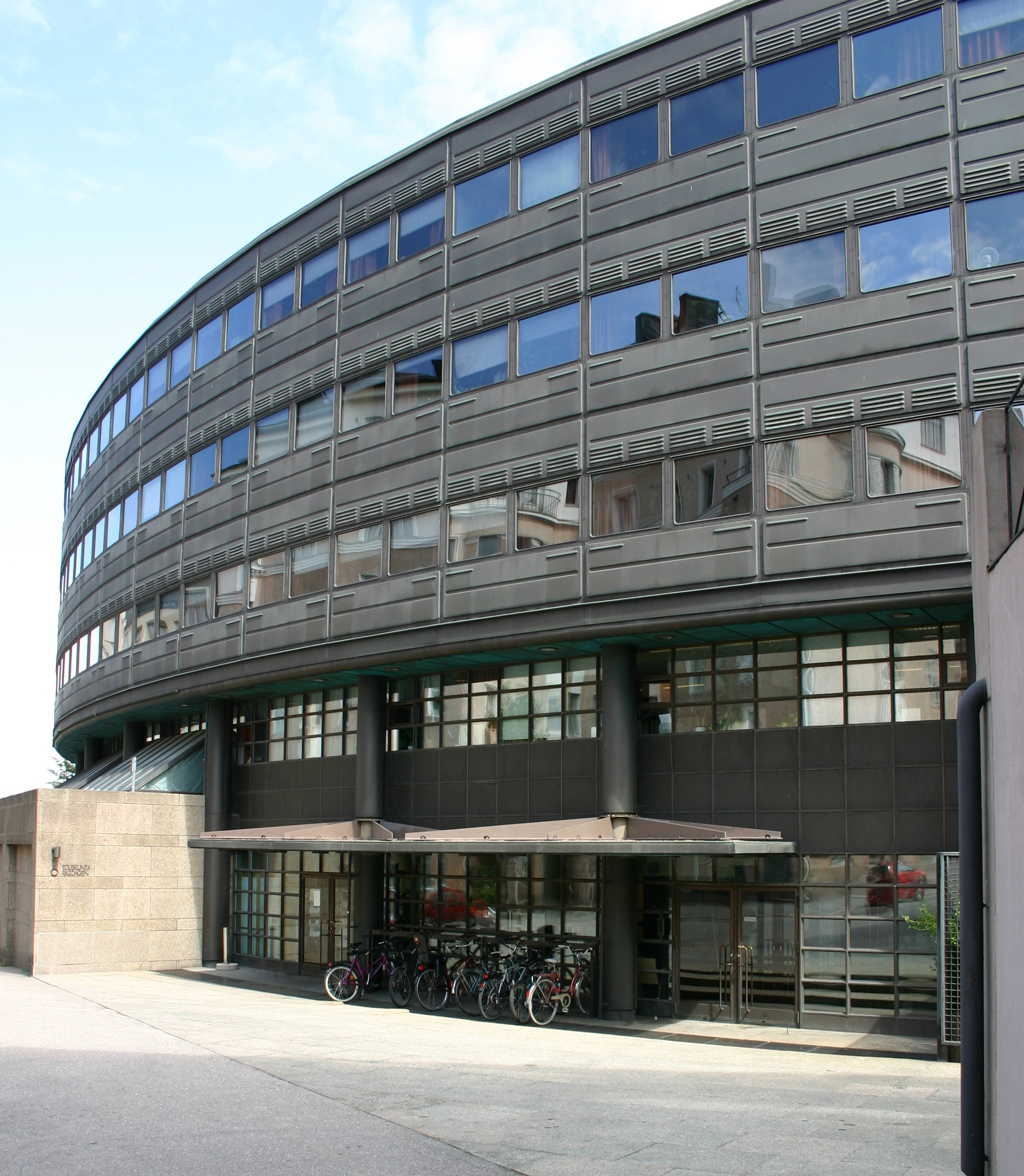

Riksdagsbiblioteket är knutet till Finlands riksdag i Helsingfors och är även öppet för allmänheten. Det är samtidigt också Finlands centralbibliotek för juridisk kunskap, samhällskunskap och riksdagskunskap. Biblioteket förvärvar litteratur och annat material som behövs i riksdagens arbete samt förmedlar information om riksdagen och riksdagens beslut, bl.a. om lagar, och om rättssystemet och samhället. Biblioteket inrättades år 1872 och har varit öppet för allmänheten sedan 1913. Sedan 1919 åtnjuter biblioteket rätt till pliktexemplar  av litteratur som trycks i Finland inom bibliotekets ansvarsområde.
Riksdagens arkiv är förlagt till Riksdagsbiblioteket. I arkivet finns riksdagshandlingar i original ända från 1863 års ståndslantdag.
Bibliotekets samlingar omfattar omkring 550 000 volymer och 1000 tidskrifter. I bibliotekets databas Selma finns det information om bibliotekets samlingar. Merparten av materialet kan lånas fritt. Material från Riksdagsbiblioteket kan också fjärrlånas till andra bibliotek.
Riksdagsbiblioteket är depåbibliotek för bland annat Europeiska unionen, Europarådet och Förenta Nationerna. I samlingarna finns bl.a. parlamentshandlingar, författningssamlingar, lagböcker och rättsfallssamlingar från andra länder.
Länkbiblioteket ELKI har länkar till nättjänster inom områdena juridik, politik och förvaltning. Informationsspecialisterna vid biblioteket väljer ut och beskriver det elektroniska bestånd som tas in i ELKI.
På bibliotekets webbsida kan man göra sökningar i samlingen för finländsk juridisk litteratur. Databasen innehåller referensuppgifter om juridiska artiklar och böcker som kommit ut i Finland, berör Finland eller är skrivna av finländska författare och har getts ut 1982 eller senare.
Biblioteket deltar aktivt bl.a. i riksdagens projekt Ungdomsparlamentet. Dessutom ordnar biblioteket regelbundet kurser i informationshantering. Kurserna är öppna för alla biblioteksanvändare.